# Herbicide Resistance Action Committee
Das HRAC (Herbicide Resistance Action Committee) ist ein Verbund verschiedener Unternehmen, um Maßnahmen gegen Herbizidresistenzen zu entwickeln.
Unterstützt wird die HRAC durch die CropLife International (früher GIFAP und GPFC).
Heutige Mitglieder sind Arysta LifeScience, BASF, Bayer CropScience, Corteva, FMC, Makhteshim Agan (Adama), Syngenta und Sumitomo Chemical.

## Ziele
Als oberstes Ziel hat HRAC die Handhabung von Herbiziden effektiver zu gestalten. Dazu soll das Wissen gefördert werden und die Kooperation sowie Kommunikation zwischen Landwirten, Regierung und Pflanzenschutzindustrie gefördert werden.
Konkret heißt das:
- Eine verantwortungsvollen Einstellung bei der Anwendung soll erreicht werden.
- HRAC möchte Forschung, Konferenzen und Seminaren zum Thema Herbizidresistenzen fördern.
- Die Folgen und Gründe für Herbizidresistenzen sollen allen Beteiligten nahegebracht werden.
- Es sollen Herbizidresistenz-Management-Systeme aufgebaut werden und in alle wichtigen Praxisanleitungen eingebaut werden.
- Die Kommunikation zwischen Industrievertretern soll verbessert werden.
- Private und öffentliche Forschungsarbeiten sollen koordiniert werden.

## HRAC-Code
Herbizidwirkstoffe sind in die folgenden Gruppen eingeteilt:
| Code WSSA/HRAC                                 | Wirkmechanismus                                                                              | Wirkstoffgruppe                                                | Risiko der Selektion von resistenten Biotypen bei häufiger Anwendung von Präparaten mit demselben Wirkmechanismus | Beispielwirkstoffe                | Beispielprodukte |
| ---------------------------------------------- | -------------------------------------------------------------------------------------------- | -------------------------------------------------------------- | --- | --------------------------------- | --- |
| 1 (ehemals HRAC A)                             | Acetyl-CoA-Carboxylase-Hemmer (ACCase-Hemmer)                                                | Aryloxyphenoxypropionate (FOP)                                 | sehr hoch | Clodinafop-propargyl              | Topik |
| 1 (ehemals HRAC A)                             | Acetyl-CoA-Carboxylase-Hemmer (ACCase-Hemmer)                                                | Aryloxyphenoxypropionate (FOP)                                 | sehr hoch | Clofop                            | |
| 1 (ehemals HRAC A)                             | Acetyl-CoA-Carboxylase-Hemmer (ACCase-Hemmer)                                                | Aryloxyphenoxypropionate (FOP)                                 | sehr hoch | Cyhalofop-butyl                   | |
| 1 (ehemals HRAC A)                             | Acetyl-CoA-Carboxylase-Hemmer (ACCase-Hemmer)                                                | Aryloxyphenoxypropionate (FOP)                                 | sehr hoch | Diclofop-methyl                   | Illoxan, Hoelon |
| 1 (ehemals HRAC A)                             | Acetyl-CoA-Carboxylase-Hemmer (ACCase-Hemmer)                                                | Aryloxyphenoxypropionate (FOP)                                 | sehr hoch | Fenoxaprop-P-ethyl                | Puma, Whip 360, Ralon Super                                                                                             |
| 1 (ehemals HRAC A)                             | Acetyl-CoA-Carboxylase-Hemmer (ACCase-Hemmer)                                                | Aryloxyphenoxypropionate (FOP)                                 | sehr hoch | Fenthiaprop                       | |
| 1 (ehemals HRAC A)                             | Acetyl-CoA-Carboxylase-Hemmer (ACCase-Hemmer)                                                | Aryloxyphenoxypropionate (FOP)                                 | sehr hoch | Fluazifop-P-butyl                 | Fusilade Max |
| 1 (ehemals HRAC A)                             | Acetyl-CoA-Carboxylase-Hemmer (ACCase-Hemmer)                                                | Aryloxyphenoxypropionate (FOP)                                 | sehr hoch | Haloxyfop-P-methyl                | Gallant Super |
| 1 (ehemals HRAC A)                             | Acetyl-CoA-Carboxylase-Hemmer (ACCase-Hemmer)                                                | Aryloxyphenoxypropionate (FOP)                                 | sehr hoch | Isoxapyrifop                      | |
| 1 (ehemals HRAC A)                             | Acetyl-CoA-Carboxylase-Hemmer (ACCase-Hemmer)                                                | Aryloxyphenoxypropionate (FOP)                                 | sehr hoch | Metamifop                         | |
| 1 (ehemals HRAC A)                             | Acetyl-CoA-Carboxylase-Hemmer (ACCase-Hemmer)                                                | Aryloxyphenoxypropionate (FOP)                                 | sehr hoch | Propaquizafop                     | Agil |
| 1 (ehemals HRAC A)                             | Acetyl-CoA-Carboxylase-Hemmer (ACCase-Hemmer)                                                | Aryloxyphenoxypropionate (FOP)                                 | sehr hoch | Quizalofop-P-ethyl / -tefuryl     | Assure, Panarex, Targa Super                                                                                            |
| 1 (ehemals HRAC A)                             | Acetyl-CoA-Carboxylase-Hemmer (ACCase-Hemmer)                                                | Cyclohexandione (DIM)                                          | sehr hoch | Alloxydim                         | Fervin |
| 1 (ehemals HRAC A)                             | Acetyl-CoA-Carboxylase-Hemmer (ACCase-Hemmer)                                                | Cyclohexandione (DIM)                                          | sehr hoch | Butroxydim                        | Fusion Super |
| 1 (ehemals HRAC A)                             | Acetyl-CoA-Carboxylase-Hemmer (ACCase-Hemmer)                                                | Cyclohexandione (DIM)                                          | sehr hoch | Clethodim                         | Select |
| 1 (ehemals HRAC A)                             | Acetyl-CoA-Carboxylase-Hemmer (ACCase-Hemmer)                                                | Cyclohexandione (DIM)                                          | sehr hoch | Cycloproxydim                     | |
| 1 (ehemals HRAC A)                             | Acetyl-CoA-Carboxylase-Hemmer (ACCase-Hemmer)                                                | Cyclohexandione (DIM)                                          | sehr hoch | Cycloxydim                        | Focus Ultra |
| 1 (ehemals HRAC A)                             | Acetyl-CoA-Carboxylase-Hemmer (ACCase-Hemmer)                                                | Cyclohexandione (DIM)                                          | sehr hoch | Profoxydim                        | Aura |
| 1 (ehemals HRAC A)                             | Acetyl-CoA-Carboxylase-Hemmer (ACCase-Hemmer)                                                | Cyclohexandione (DIM)                                          | sehr hoch | Sethoxydim                        | Fervinal |
| 1 (ehemals HRAC A)                             | Acetyl-CoA-Carboxylase-Hemmer (ACCase-Hemmer)                                                | Cyclohexandione (DIM)                                          | sehr hoch | Tepraloxydim                      | Aramo |
| 1 (ehemals HRAC A)                             | Acetyl-CoA-Carboxylase-Hemmer (ACCase-Hemmer)                                                | Cyclohexandione (DIM)                                          | sehr hoch | Tralkoxydim                       | Achieve |
| 1 (ehemals HRAC A)                             | Acetyl-CoA-Carboxylase-Hemmer (ACCase-Hemmer)                                                | Phenylpyrazoline (DEN)                                         | sehr hoch | Pinoxaden                         | Axial |
| 2 (ehemals HRAC B)                             | Acetolactat-Synthase-Hemmer (ALS-Hemmer / AHAS-Hemmer)                                       | Sulfonylharnstoffe                                             | hoch | Amidosulfuron                     | Hoestar |
| 2 (ehemals HRAC B)                             | Acetolactat-Synthase-Hemmer (ALS-Hemmer / AHAS-Hemmer)                                       | Sulfonylharnstoffe                                             | hoch | Azimsulfuron                      | |
| 2 (ehemals HRAC B)                             | Acetolactat-Synthase-Hemmer (ALS-Hemmer / AHAS-Hemmer)                                       | Sulfonylharnstoffe                                             | hoch | Bensulfuron-methyl                | Londax |
| 2 (ehemals HRAC B)                             | Acetolactat-Synthase-Hemmer (ALS-Hemmer / AHAS-Hemmer)                                       | Sulfonylharnstoffe                                             | hoch | Chlorimuron-ethyl                 | Classic, Skirmish |
| 2 (ehemals HRAC B)                             | Acetolactat-Synthase-Hemmer (ALS-Hemmer / AHAS-Hemmer)                                       | Sulfonylharnstoffe                                             | hoch | Chlorsulfuron                     | Glean |
| 2 (ehemals HRAC B)                             | Acetolactat-Synthase-Hemmer (ALS-Hemmer / AHAS-Hemmer)                                       | Sulfonylharnstoffe                                             | hoch | Cinosulfuron                      | |
| 2 (ehemals HRAC B)                             | Acetolactat-Synthase-Hemmer (ALS-Hemmer / AHAS-Hemmer)                                       | Sulfonylharnstoffe                                             | hoch | Cyclosulfamuron                   | |
| 2 (ehemals HRAC B)                             | Acetolactat-Synthase-Hemmer (ALS-Hemmer / AHAS-Hemmer)                                       | Sulfonylharnstoffe                                             | hoch | Ethametsulfuron-methyl            | Salsa |
| 2 (ehemals HRAC B)                             | Acetolactat-Synthase-Hemmer (ALS-Hemmer / AHAS-Hemmer)                                       | Sulfonylharnstoffe                                             | hoch | Ethoxysulfuron                    | |
| 2 (ehemals HRAC B)                             | Acetolactat-Synthase-Hemmer (ALS-Hemmer / AHAS-Hemmer)                                       | Sulfonylharnstoffe                                             | hoch | Flazasulfuron                     | Chikara, Katana |
| 2 (ehemals HRAC B)                             | Acetolactat-Synthase-Hemmer (ALS-Hemmer / AHAS-Hemmer)                                       | Sulfonylharnstoffe                                             | hoch | Flucetosulfuron                   | |
| 2 (ehemals HRAC B)                             | Acetolactat-Synthase-Hemmer (ALS-Hemmer / AHAS-Hemmer)                                       | Sulfonylharnstoffe                                             | hoch | Flupyrsulfuron-methyl-Na          | Ciral (mit Metsulfuronmethyl), Lexus                                                                                    |
| 2 (ehemals HRAC B)                             | Acetolactat-Synthase-Hemmer (ALS-Hemmer / AHAS-Hemmer)                                       | Sulfonylharnstoffe                                             | hoch | Foramsulfuron                     | MaisTer |
| 2 (ehemals HRAC B)                             | Acetolactat-Synthase-Hemmer (ALS-Hemmer / AHAS-Hemmer)                                       | Sulfonylharnstoffe                                             | hoch | Halosulfuron-methyl               | Manage, Permit |
| 2 (ehemals HRAC B)                             | Acetolactat-Synthase-Hemmer (ALS-Hemmer / AHAS-Hemmer)                                       | Sulfonylharnstoffe                                             | hoch | Imazosulfuron                     | Brazzos |
| 2 (ehemals HRAC B)                             | Acetolactat-Synthase-Hemmer (ALS-Hemmer / AHAS-Hemmer)                                       | Sulfonylharnstoffe                                             | hoch | Iodosulfuron-methyl-Na            | Atlantis WG (mit Mesosulfuron), Husar                                                                                   |
| 2 (ehemals HRAC B)                             | Acetolactat-Synthase-Hemmer (ALS-Hemmer / AHAS-Hemmer)                                       | Sulfonylharnstoffe                                             | hoch | Mesosulfuron                      | Atlantis WG (mit Iodosulfuron), Atlantis Flex (mit Propoxycarbazon-Natrium)                                             |
| 2 (ehemals HRAC B)                             | Acetolactat-Synthase-Hemmer (ALS-Hemmer / AHAS-Hemmer)                                       | Sulfonylharnstoffe                                             | hoch | Metsulfuron-methyl                | Accurate, Finy, Gropper, in Acupro/Alliance                                                                             |
| 2 (ehemals HRAC B)                             | Acetolactat-Synthase-Hemmer (ALS-Hemmer / AHAS-Hemmer)                                       | Sulfonylharnstoffe                                             | hoch | Nicosulfuron                      | Accent, Motivell, Principal (mit Rimsulfuron)                                                                           |
| 2 (ehemals HRAC B)                             | Acetolactat-Synthase-Hemmer (ALS-Hemmer / AHAS-Hemmer)                                       | Sulfonylharnstoffe                                             | hoch | Orthosulfamuron                   | |
| 2 (ehemals HRAC B)                             | Acetolactat-Synthase-Hemmer (ALS-Hemmer / AHAS-Hemmer)                                       | Sulfonylharnstoffe                                             | hoch | Oxasulfuron                       | |
| 2 (ehemals HRAC B)                             | Acetolactat-Synthase-Hemmer (ALS-Hemmer / AHAS-Hemmer)                                       | Sulfonylharnstoffe                                             | hoch | Primisulfuron-methyl              | Beacon |
| 2 (ehemals HRAC B)                             | Acetolactat-Synthase-Hemmer (ALS-Hemmer / AHAS-Hemmer)                                       | Sulfonylharnstoffe                                             | hoch | Propyrisulfuron                   | |
| 2 (ehemals HRAC B)                             | Acetolactat-Synthase-Hemmer (ALS-Hemmer / AHAS-Hemmer)                                       | Sulfonylharnstoffe                                             | hoch | Prosulfuron                       | Exceed, Peak, in Casper (mit Dicamba)                                                                                   |
| 2 (ehemals HRAC B)                             | Acetolactat-Synthase-Hemmer (ALS-Hemmer / AHAS-Hemmer)                                       | Sulfonylharnstoffe                                             | hoch | Pyrazosulfuron-ethyl              | Agreen, Sirius |
| 2 (ehemals HRAC B)                             | Acetolactat-Synthase-Hemmer (ALS-Hemmer / AHAS-Hemmer)                                       | Sulfonylharnstoffe                                             | hoch | Rimsulfuron                       | Cato, Matrix, Titus, Task (mit Dicamba)                                                                                 |
| 2 (ehemals HRAC B)                             | Acetolactat-Synthase-Hemmer (ALS-Hemmer / AHAS-Hemmer)                                       | Sulfonylharnstoffe                                             | hoch | Sulfometuron-methyl               | Oust |
| 2 (ehemals HRAC B)                             | Acetolactat-Synthase-Hemmer (ALS-Hemmer / AHAS-Hemmer)                                       | Sulfonylharnstoffe                                             | hoch | Sulfosulfuron                     | Monitor, Olanda |
| 2 (ehemals HRAC B)                             | Acetolactat-Synthase-Hemmer (ALS-Hemmer / AHAS-Hemmer)                                       | Sulfonylharnstoffe                                             | hoch | Thifensulfuron-methyl             | Concert (mit Metsulfuronmethyl), Harmony, Pinnacle                                                                      |
| 2 (ehemals HRAC B)                             | Acetolactat-Synthase-Hemmer (ALS-Hemmer / AHAS-Hemmer)                                       | Sulfonylharnstoffe                                             | hoch | Triasulfuron                      | Amber, Logran, Zoom (mit Dicamba)                                                                                       |
| 2 (ehemals HRAC B)                             | Acetolactat-Synthase-Hemmer (ALS-Hemmer / AHAS-Hemmer)                                       | Sulfonylharnstoffe                                             | hoch | Tribenuron-methyl                 | Express, Pointer |
| 2 (ehemals HRAC B)                             | Acetolactat-Synthase-Hemmer (ALS-Hemmer / AHAS-Hemmer)                                       | Sulfonylharnstoffe                                             | hoch | Trifloxysulfuron-Natrium          | Monument |
| 2 (ehemals HRAC B)                             | Acetolactat-Synthase-Hemmer (ALS-Hemmer / AHAS-Hemmer)                                       | Sulfonylharnstoffe                                             | hoch | Triflusulfuron-methyl             | Debut |
| 2 (ehemals HRAC B)                             | Acetolactat-Synthase-Hemmer (ALS-Hemmer / AHAS-Hemmer)                                       | Sulfonylharnstoffe                                             | hoch | Tritosulfuron                     | Biathlon, Arrat (mit Dicamba)                                                                                           |
| 2 (ehemals HRAC B)                             | Acetolactat-Synthase-Hemmer (ALS-Hemmer / AHAS-Hemmer)                                       | Imidazoline                                                    | hoch | Imazamethabenz-methyl             | Assert |
| 2 (ehemals HRAC B)                             | Acetolactat-Synthase-Hemmer (ALS-Hemmer / AHAS-Hemmer)                                       | Imidazoline                                                    | hoch | Imazamox                          | Raptor, in Clearfield-Vantiga                                                                                           |
| 2 (ehemals HRAC B)                             | Acetolactat-Synthase-Hemmer (ALS-Hemmer / AHAS-Hemmer)                                       | Imidazoline                                                    | hoch | Imazapic                          | Cadre, Plateau |
| 2 (ehemals HRAC B)                             | Acetolactat-Synthase-Hemmer (ALS-Hemmer / AHAS-Hemmer)                                       | Imidazoline                                                    | hoch | Imazapyr                          | Arsenal, Contain |
| 2 (ehemals HRAC B)                             | Acetolactat-Synthase-Hemmer (ALS-Hemmer / AHAS-Hemmer)                                       | Imidazoline                                                    | hoch | Imazaquin                         | Image, Scepter |
| 2 (ehemals HRAC B)                             | Acetolactat-Synthase-Hemmer (ALS-Hemmer / AHAS-Hemmer)                                       | Imidazoline                                                    | hoch | Imazethapyr                       | Pursuit |
| 2 (ehemals HRAC B)                             | Acetolactat-Synthase-Hemmer (ALS-Hemmer / AHAS-Hemmer)                                       | Triazolopyrimidine                                             | hoch | Cloransulam-methyl                | FirstRate |
| 2 (ehemals HRAC B)                             | Acetolactat-Synthase-Hemmer (ALS-Hemmer / AHAS-Hemmer)                                       | Triazolopyrimidine                                             | hoch | Diclosulam                        | Strongarm |
| 2 (ehemals HRAC B)                             | Acetolactat-Synthase-Hemmer (ALS-Hemmer / AHAS-Hemmer)                                       | Triazolopyrimidine                                             | hoch | Florasulam                        | Primus, Ariane C (mit Fluroxypyr und Clopyralid)                                                                        |
| 2 (ehemals HRAC B)                             | Acetolactat-Synthase-Hemmer (ALS-Hemmer / AHAS-Hemmer)                                       | Triazolopyrimidine                                             | hoch | Flumetsulam                       | Python |
| 2 (ehemals HRAC B)                             | Acetolactat-Synthase-Hemmer (ALS-Hemmer / AHAS-Hemmer)                                       | Triazolopyrimidine                                             | hoch | Metosulam                         | Pronto, Tacco |
| 2 (ehemals HRAC B)                             | Acetolactat-Synthase-Hemmer (ALS-Hemmer / AHAS-Hemmer)                                       | Triazolopyrimidine                                             | hoch | Penoxsulam                        | ViperCompact (mit Diflufenican und Florasulam)                                                                          |
| 2 (ehemals HRAC B)                             | Acetolactat-Synthase-Hemmer (ALS-Hemmer / AHAS-Hemmer)                                       | Triazolopyrimidine                                             | hoch | Pyroxsulam                        | Senior, Broadway (mit Florasulam)                                                                                       |
| 2 (ehemals HRAC B)                             | Acetolactat-Synthase-Hemmer (ALS-Hemmer / AHAS-Hemmer)                                       | Pyrimidinyl(thio)benzoate                                      | hoch | Bispyribac-Natrium                | Nominee |
| 2 (ehemals HRAC B)                             | Acetolactat-Synthase-Hemmer (ALS-Hemmer / AHAS-Hemmer)                                       | Pyrimidinyl(thio)benzoate                                      | hoch | Pyribenzoxim                      | |
| 2 (ehemals HRAC B)                             | Acetolactat-Synthase-Hemmer (ALS-Hemmer / AHAS-Hemmer)                                       | Pyrimidinyl(thio)benzoate                                      | hoch | Pyriftalid                        | |
| 2 (ehemals HRAC B)                             | Acetolactat-Synthase-Hemmer (ALS-Hemmer / AHAS-Hemmer)                                       | Pyrimidinyl(thio)benzoate                                      | hoch | Pyriminobac-methyl                | |
| 2 (ehemals HRAC B)                             | Acetolactat-Synthase-Hemmer (ALS-Hemmer / AHAS-Hemmer)                                       | Pyrimidinyl(thio)benzoate                                      | hoch | Pyrimisulfan                      | Bestpartner |
| 2 (ehemals HRAC B)                             | Acetolactat-Synthase-Hemmer (ALS-Hemmer / AHAS-Hemmer)                                       | Pyrimidinyl(thio)benzoate                                      | hoch | Pyrithiobac-Natrium               | Staple |
| 2 (ehemals HRAC B)                             | Acetolactat-Synthase-Hemmer (ALS-Hemmer / AHAS-Hemmer)                                       | Sulfonyl-Amino-Carbonyl-Triazolinone                           | hoch | Flucarbazon-Natrium               | |
| 2 (ehemals HRAC B)                             | Acetolactat-Synthase-Hemmer (ALS-Hemmer / AHAS-Hemmer)                                       | Sulfonyl-Amino-Carbonyl-Triazolinone                           | hoch | Propoxycarbazon-Natrium           | Attribut, Caliban (mit Iodosulfuron)                                                                                    |
| 2 (ehemals HRAC B)                             | Acetolactat-Synthase-Hemmer (ALS-Hemmer / AHAS-Hemmer)                                       | Sulfonyl-Amino-Carbonyl-Triazolinone                           | hoch | Thiencarbazon-methyl              | Adengo (mit Isoxaflutol)                                                                                                |
| 5 (ehemals HRAC C1)                            | Photosystem-II-Hemmer (PS-Hemmer; Serin 264 bindend)                                         | Triazine                                                       | mittel bis hoch                                                                                                   | Ametryn                           | Gesapax, Evik |
| 5 (ehemals HRAC C1)                            | Photosystem-II-Hemmer (PS-Hemmer; Serin 264 bindend)                                         | Triazine                                                       | mittel bis hoch                                                                                                   | Atraton                           | |
| 5 (ehemals HRAC C1)                            | Photosystem-II-Hemmer (PS-Hemmer; Serin 264 bindend)                                         | Triazine                                                       | mittel bis hoch                                                                                                   | Atrazin                           | Gesaprim, (A)Atrex |
| 5 (ehemals HRAC C1)                            | Photosystem-II-Hemmer (PS-Hemmer; Serin 264 bindend)                                         | Triazine                                                       | mittel bis hoch                                                                                                   | Aziprotryn                        | |
| 5 (ehemals HRAC C1)                            | Photosystem-II-Hemmer (PS-Hemmer; Serin 264 bindend)                                         | Triazine                                                       | mittel bis hoch                                                                                                   | CP 17029                          | |
| 5 (ehemals HRAC C1)                            | Photosystem-II-Hemmer (PS-Hemmer; Serin 264 bindend)                                         | Triazine                                                       | mittel bis hoch                                                                                                   | Chlorazin                         | |
| 5 (ehemals HRAC C1)                            | Photosystem-II-Hemmer (PS-Hemmer; Serin 264 bindend)                                         | Triazine                                                       | mittel bis hoch                                                                                                   | Cyanazin                          | Bladex, Fortrol |
| 5 (ehemals HRAC C1)                            | Photosystem-II-Hemmer (PS-Hemmer; Serin 264 bindend)                                         | Triazine                                                       | mittel bis hoch                                                                                                   | Cyprazin                          | |
| 5 (ehemals HRAC C1)                            | Photosystem-II-Hemmer (PS-Hemmer; Serin 264 bindend)                                         | Triazine                                                       | mittel bis hoch                                                                                                   | Desmetryn                         | Semeron |
| 5 (ehemals HRAC C1)                            | Photosystem-II-Hemmer (PS-Hemmer; Serin 264 bindend)                                         | Triazine                                                       | mittel bis hoch                                                                                                   | Dimethametryn                     | Dimepax |
| 5 (ehemals HRAC C1)                            | Photosystem-II-Hemmer (PS-Hemmer; Serin 264 bindend)                                         | Triazine                                                       | mittel bis hoch                                                                                                   | Dipropetryn                       | Sancap, Cotofor |
| 5 (ehemals HRAC C1)                            | Photosystem-II-Hemmer (PS-Hemmer; Serin 264 bindend)                                         | Triazine                                                       | mittel bis hoch                                                                                                   | Eglinazin-ethyl                   | |
| 5 (ehemals HRAC C1)                            | Photosystem-II-Hemmer (PS-Hemmer; Serin 264 bindend)                                         | Triazine                                                       | mittel bis hoch                                                                                                   | Ipazin                            | |
| 5 (ehemals HRAC C1)                            | Photosystem-II-Hemmer (PS-Hemmer; Serin 264 bindend)                                         | Triazine                                                       | mittel bis hoch                                                                                                   | Methoprotryn                      | Gesaran |
| 5 (ehemals HRAC C1)                            | Photosystem-II-Hemmer (PS-Hemmer; Serin 264 bindend)                                         | Triazine                                                       | mittel bis hoch                                                                                                   | Procyazin                         | |
| 5 (ehemals HRAC C1)                            | Photosystem-II-Hemmer (PS-Hemmer; Serin 264 bindend)                                         | Triazine                                                       | mittel bis hoch                                                                                                   | Proglinazin-ethyl                 | |
| 5 (ehemals HRAC C1)                            | Photosystem-II-Hemmer (PS-Hemmer; Serin 264 bindend)                                         | Triazine                                                       | mittel bis hoch                                                                                                   | Prometon                          | Gesagram, Primatol |
| 5 (ehemals HRAC C1)                            | Photosystem-II-Hemmer (PS-Hemmer; Serin 264 bindend)                                         | Triazine                                                       | mittel bis hoch                                                                                                   | Prometryn                         | Caparol |
| 5 (ehemals HRAC C1)                            | Photosystem-II-Hemmer (PS-Hemmer; Serin 264 bindend)                                         | Triazine                                                       | mittel bis hoch                                                                                                   | Propazin                          | Gesamil, Milogard |
| 5 (ehemals HRAC C1)                            | Photosystem-II-Hemmer (PS-Hemmer; Serin 264 bindend)                                         | Triazine                                                       | mittel bis hoch                                                                                                   | Sebuthylazin                      | |
| 5 (ehemals HRAC C1)                            | Photosystem-II-Hemmer (PS-Hemmer; Serin 264 bindend)                                         | Triazine                                                       | mittel bis hoch                                                                                                   | Secbumeton                        | |
| 5 (ehemals HRAC C1)                            | Photosystem-II-Hemmer (PS-Hemmer; Serin 264 bindend)                                         | Triazine                                                       | mittel bis hoch                                                                                                   | Simazin                           | Gesatop, Princep |
| 5 (ehemals HRAC C1)                            | Photosystem-II-Hemmer (PS-Hemmer; Serin 264 bindend)                                         | Triazine                                                       | mittel bis hoch                                                                                                   | Simetryn                          | Cybon |
| 5 (ehemals HRAC C1)                            | Photosystem-II-Hemmer (PS-Hemmer; Serin 264 bindend)                                         | Triazine                                                       | mittel bis hoch                                                                                                   | Terbumeton                        | Caragard |
| 5 (ehemals HRAC C1)                            | Photosystem-II-Hemmer (PS-Hemmer; Serin 264 bindend)                                         | Triazine                                                       | mittel bis hoch                                                                                                   | Terbuthylazin                     | in Gardo Gold, Gardobuc/Zeagran (mit Bromoxynil), Artett (mit Bentazon), Gardoprim                                      |
| 5 (ehemals HRAC C1)                            | Photosystem-II-Hemmer (PS-Hemmer; Serin 264 bindend)                                         | Triazine                                                       | mittel bis hoch                                                                                                   | Terbutryn                         | Igran, Clarosan |
| 5 (ehemals HRAC C1)                            | Photosystem-II-Hemmer (PS-Hemmer; Serin 264 bindend)                                         | Triazine                                                       | mittel bis hoch                                                                                                   | Trietazin                         | Gesafloc |
| 5 (ehemals HRAC C1)                            | Photosystem-II-Hemmer (PS-Hemmer; Serin 264 bindend)                                         | Triazinone                                                     | mittel bis hoch                                                                                                   | Ethiozin                          | |
| 5 (ehemals HRAC C1)                            | Photosystem-II-Hemmer (PS-Hemmer; Serin 264 bindend)                                         | Triazinone                                                     | mittel bis hoch                                                                                                   | Hexazinon                         | Velpar |
| 5 (ehemals HRAC C1)                            | Photosystem-II-Hemmer (PS-Hemmer; Serin 264 bindend)                                         | Triazinone                                                     | mittel bis hoch                                                                                                   | Isomethiozin                      | |
| 5 (ehemals HRAC C1)                            | Photosystem-II-Hemmer (PS-Hemmer; Serin 264 bindend)                                         | Triazinone                                                     | mittel bis hoch                                                                                                   | Metamitron                        | Goltix |
| 5 (ehemals HRAC C1)                            | Photosystem-II-Hemmer (PS-Hemmer; Serin 264 bindend)                                         | Triazinone                                                     | mittel bis hoch                                                                                                   | Metribuzin                        | Lexone, Mistral, Sencor                                                                                                 |
| 5 (ehemals HRAC C1)                            | Photosystem-II-Hemmer (PS-Hemmer; Serin 264 bindend)                                         | Triazolinone                                                   | mittel bis hoch                                                                                                   | Amicarbazon                       | |
| 5 (ehemals HRAC C1)                            | Photosystem-II-Hemmer (PS-Hemmer; Serin 264 bindend)                                         | Thymin/Uracil-Herbizide                                        | mittel bis hoch                                                                                                   | Bromacil                          | Hyvar |
| 5 (ehemals HRAC C1)                            | Photosystem-II-Hemmer (PS-Hemmer; Serin 264 bindend)                                         | Thymin/Uracil-Herbizide                                        | mittel bis hoch                                                                                                   | Isocil                            | |
| 5 (ehemals HRAC C1)                            | Photosystem-II-Hemmer (PS-Hemmer; Serin 264 bindend)                                         | Thymin/Uracil-Herbizide                                        | mittel bis hoch                                                                                                   | Lenacil                           | Venzar |
| 5 (ehemals HRAC C1)                            | Photosystem-II-Hemmer (PS-Hemmer; Serin 264 bindend)                                         | Thymin/Uracil-Herbizide                                        | mittel bis hoch                                                                                                   | Terbacil                          | Sinbar |
| 5 (ehemals HRAC C1)                            | Photosystem-II-Hemmer (PS-Hemmer; Serin 264 bindend)                                         | Pyridazinone                                                   | mittel bis hoch                                                                                                   | Chloridazon = Pyrazon             | Betoxon, Pyramin |
| 5 (ehemals HRAC C1)                            | Photosystem-II-Hemmer (PS-Hemmer; Serin 264 bindend)                                         | Pyridazinone                                                   | mittel bis hoch                                                                                                   | Brompyrazon                       | |
| 5 (ehemals HRAC C1)                            | Photosystem-II-Hemmer (PS-Hemmer; Serin 264 bindend)                                         | Phenylcarbamate                                                | mittel bis hoch                                                                                                   | Phenmedipham, Desmedipham         | Betasana (beide), Betanal (beide), Powertwin (mit Ethofumesat)                                                          |
| 5 (ehemals HRAC C1)                            | Photosystem-II-Hemmer (PS-Hemmer; Serin 264 bindend)                                         | Phenylcarbamate                                                | mittel bis hoch                                                                                                   | Chlorprocarb                      | |
| 5 (ehemals HRAC C1)                            | Photosystem-II-Hemmer (PS-Hemmer; Serin 264 bindend)                                         | Phenylcarbamate                                                | mittel bis hoch                                                                                                   | Phenisopham                       | |
| 5 (ehemals HRAC C2)                            | Photosystem II-Hemmer (PS-Hemmer)                                                            | Harnstoffe (inkl. Phenylharnstoffe und Thiadiazolylharnstoffe) | mittel bis hoch                                                                                                   | Benzthiazuron                     | |
| 5 (ehemals HRAC C2)                            | Photosystem II-Hemmer (PS-Hemmer)                                                            | Harnstoffe (inkl. Phenylharnstoffe und Thiadiazolylharnstoffe) | mittel bis hoch                                                                                                   | Bromuron                          | |
| 5 (ehemals HRAC C2)                            | Photosystem II-Hemmer (PS-Hemmer)                                                            | Harnstoffe (inkl. Phenylharnstoffe und Thiadiazolylharnstoffe) | mittel bis hoch                                                                                                   | Buturon                           | Eptapur |
| 5 (ehemals HRAC C2)                            | Photosystem II-Hemmer (PS-Hemmer)                                                            | Harnstoffe (inkl. Phenylharnstoffe und Thiadiazolylharnstoffe) | mittel bis hoch                                                                                                   | Chlorbromuron                     | Maloran |
| 5 (ehemals HRAC C2)                            | Photosystem II-Hemmer (PS-Hemmer)                                                            | Harnstoffe (inkl. Phenylharnstoffe und Thiadiazolylharnstoffe) | mittel bis hoch                                                                                                   | Chlortoluron (CTU)                | Dicuran, etc. |
| 5 (ehemals HRAC C2)                            | Photosystem II-Hemmer (PS-Hemmer)                                                            | Harnstoffe (inkl. Phenylharnstoffe und Thiadiazolylharnstoffe) | mittel bis hoch                                                                                                   | Chloroxuron                       | Tenoran |
| 5 (ehemals HRAC C2)                            | Photosystem II-Hemmer (PS-Hemmer)                                                            | Harnstoffe (inkl. Phenylharnstoffe und Thiadiazolylharnstoffe) | mittel bis hoch                                                                                                   | Difenoxuron                       | |
| 5 (ehemals HRAC C2)                            | Photosystem II-Hemmer (PS-Hemmer)                                                            | Harnstoffe (inkl. Phenylharnstoffe und Thiadiazolylharnstoffe) | mittel bis hoch                                                                                                   | Dimefuron                         | |
| 5 (ehemals HRAC C2)                            | Photosystem II-Hemmer (PS-Hemmer)                                                            | Harnstoffe (inkl. Phenylharnstoffe und Thiadiazolylharnstoffe) | mittel bis hoch                                                                                                   | DCMU =Diuron                      | Diuron, Karmex, Cumatol, Rapier, etc.                                                                                   |
| 5 (ehemals HRAC C2)                            | Photosystem II-Hemmer (PS-Hemmer)                                                            | Harnstoffe (inkl. Phenylharnstoffe und Thiadiazolylharnstoffe) | mittel bis hoch                                                                                                   | Ethidimuron                       | Ustilan |
| 5 (ehemals HRAC C2)                            | Photosystem II-Hemmer (PS-Hemmer)                                                            | Harnstoffe (inkl. Phenylharnstoffe und Thiadiazolylharnstoffe) | mittel bis hoch                                                                                                   | Fenuron                           | Dybar |
| 5 (ehemals HRAC C2)                            | Photosystem II-Hemmer (PS-Hemmer)                                                            | Harnstoffe (inkl. Phenylharnstoffe und Thiadiazolylharnstoffe) | mittel bis hoch                                                                                                   | Fluometuron (auch F3)             | Cotoran |
| 5 (ehemals HRAC C2)                            | Photosystem II-Hemmer (PS-Hemmer)                                                            | Harnstoffe (inkl. Phenylharnstoffe und Thiadiazolylharnstoffe) | mittel bis hoch                                                                                                   | Fluothiuron                       | |
| 5 (ehemals HRAC C2)                            | Photosystem II-Hemmer (PS-Hemmer)                                                            | Harnstoffe (inkl. Phenylharnstoffe und Thiadiazolylharnstoffe) | mittel bis hoch                                                                                                   | Isoproturon                       | IPU, Arelon Top |
| 5 (ehemals HRAC C2)                            | Photosystem II-Hemmer (PS-Hemmer)                                                            | Harnstoffe (inkl. Phenylharnstoffe und Thiadiazolylharnstoffe) | mittel bis hoch                                                                                                   | Isouron                           | |
| 5 (ehemals HRAC C2)                            | Photosystem II-Hemmer (PS-Hemmer)                                                            | Harnstoffe (inkl. Phenylharnstoffe und Thiadiazolylharnstoffe) | mittel bis hoch                                                                                                   | Linuron                           | Lorox, Afalon |
| 5 (ehemals HRAC C2)                            | Photosystem II-Hemmer (PS-Hemmer)                                                            | Harnstoffe (inkl. Phenylharnstoffe und Thiadiazolylharnstoffe) | mittel bis hoch                                                                                                   | Methabenzthiazuron                | Tribunil |
| 5 (ehemals HRAC C2)                            | Photosystem II-Hemmer (PS-Hemmer)                                                            | Harnstoffe (inkl. Phenylharnstoffe und Thiadiazolylharnstoffe) | mittel bis hoch                                                                                                   | Metobenzuron                      | |
| 5 (ehemals HRAC C2)                            | Photosystem II-Hemmer (PS-Hemmer)                                                            | Harnstoffe (inkl. Phenylharnstoffe und Thiadiazolylharnstoffe) | mittel bis hoch                                                                                                   | Metobromuron                      | Pattonex |
| 5 (ehemals HRAC C2)                            | Photosystem II-Hemmer (PS-Hemmer)                                                            | Harnstoffe (inkl. Phenylharnstoffe und Thiadiazolylharnstoffe) | mittel bis hoch                                                                                                   | Metoxuron                         | Dosanex |
| 5 (ehemals HRAC C2)                            | Photosystem II-Hemmer (PS-Hemmer)                                                            | Harnstoffe (inkl. Phenylharnstoffe und Thiadiazolylharnstoffe) | mittel bis hoch                                                                                                   | Monolinuron                       | Aresin |
| 5 (ehemals HRAC C2)                            | Photosystem II-Hemmer (PS-Hemmer)                                                            | Harnstoffe (inkl. Phenylharnstoffe und Thiadiazolylharnstoffe) | mittel bis hoch                                                                                                   | Monuron                           | |
| 5 (ehemals HRAC C2)                            | Photosystem II-Hemmer (PS-Hemmer)                                                            | Harnstoffe (inkl. Phenylharnstoffe und Thiadiazolylharnstoffe) | mittel bis hoch                                                                                                   | Neburon                           | Kloben |
| 5 (ehemals HRAC C2)                            | Photosystem II-Hemmer (PS-Hemmer)                                                            | Harnstoffe (inkl. Phenylharnstoffe und Thiadiazolylharnstoffe) | mittel bis hoch                                                                                                   | Parafluron                        | |
| 5 (ehemals HRAC C2)                            | Photosystem II-Hemmer (PS-Hemmer)                                                            | Harnstoffe (inkl. Phenylharnstoffe und Thiadiazolylharnstoffe) | mittel bis hoch                                                                                                   | Siduron                           | Tupersan |
| 5 (ehemals HRAC C2)                            | Photosystem II-Hemmer (PS-Hemmer)                                                            | Harnstoffe (inkl. Phenylharnstoffe und Thiadiazolylharnstoffe) | mittel bis hoch                                                                                                   | Tebuthiuron                       | Spike |
| 5 (ehemals HRAC C2)                            | Photosystem II-Hemmer (PS-Hemmer)                                                            | Harnstoffe (inkl. Phenylharnstoffe und Thiadiazolylharnstoffe) | mittel bis hoch                                                                                                   | Thiazafluron                      | Erbotan |
| 5 (ehemals HRAC C2)                            | Photosystem II-Hemmer (PS-Hemmer)                                                            | Amide (Anilide)                                                | mittel bis hoch                                                                                                   | Chloranocryl = Dicryl             | |
| 5 (ehemals HRAC C2)                            | Photosystem II-Hemmer (PS-Hemmer)                                                            | Amide (Anilide)                                                | mittel bis hoch                                                                                                   | Pentanochlor                      | Solan |
| 5 (ehemals HRAC C2)                            | Photosystem II-Hemmer (PS-Hemmer)                                                            | Amide (Anilide)                                                | mittel bis hoch                                                                                                   | Propanil                          | Stam |
| 6 (ehemals HRAC C3)                            | Photosystem II-Hemmer (PS-Hemmer)                                                            | Nitrile                                                        | mittel bis hoch                                                                                                   | Bromfenoxim                       | |
| 6 (ehemals HRAC C3)                            | Photosystem II-Hemmer (PS-Hemmer)                                                            | Nitrile                                                        | mittel bis hoch                                                                                                   | Bromoxynil                        | Brominal, B 235, Caracho, Bromoterb (mit Terbuthylazin)                                                                 |
| 6 (ehemals HRAC C3)                            | Photosystem II-Hemmer (PS-Hemmer)                                                            | Nitrile                                                        | mittel bis hoch                                                                                                   | Ioxynil                           | Actril, als Beimischung                                                                                                 |
| 6 (ehemals HRAC C3)                            | Photosystem II-Hemmer (PS-Hemmer)                                                            | Benzothiadiazole                                               | mittel bis hoch                                                                                                   | Bentazon                          | Artett (mit Terbuthylazin), Basagran (mit Dichlorprop-P)                                                                |
| 6 (ehemals HRAC C3)                            | Photosystem II-Hemmer (PS-Hemmer)                                                            | Phenylpyridazine                                               | mittel bis hoch                                                                                                   | Pyridat                           | Lentagran |
| 22 (ehemals HRAC D)                            | Elektronenaufnahme im Photosystem I                                                          | Bipyridine                                                     | gering | Cyperquat                         | |
| 22 (ehemals HRAC D)                            | Elektronenaufnahme im Photosystem I                                                          | Bipyridine                                                     | gering | Diquat                            | Reglone |
| 22 (ehemals HRAC D)                            | Elektronenaufnahme im Photosystem I                                                          | Bipyridine                                                     | gering | Morfamquat                        | |
| 22 (ehemals HRAC D)                            | Elektronenaufnahme im Photosystem I                                                          | Bipyridine                                                     | gering | Paraquat                          | Gramoxone |
| 14 (ehemals HRAC E)                            | Protoporphyrinogen-Oxidase-Hemmer (PPO-Hemmer)                                               | Diphenylether-Herbizide                                        | mittel | Acifluorfen                       | Blazer |
| 14 (ehemals HRAC E)                            | Protoporphyrinogen-Oxidase-Hemmer (PPO-Hemmer)                                               | Diphenylether-Herbizide                                        | mittel | Bifenox                           | Fox |
| 14 (ehemals HRAC E)                            | Protoporphyrinogen-Oxidase-Hemmer (PPO-Hemmer)                                               | Diphenylether-Herbizide                                        | mittel | Chlomethoxyfen                    | Ekkusugoni |
| 14 (ehemals HRAC E)                            | Protoporphyrinogen-Oxidase-Hemmer (PPO-Hemmer)                                               | Diphenylether-Herbizide                                        | mittel | Chlornitrofen                     | |
| 14 (ehemals HRAC E)                            | Protoporphyrinogen-Oxidase-Hemmer (PPO-Hemmer)                                               | Diphenylether-Herbizide                                        | mittel | Fluordifen                        | |
| 14 (ehemals HRAC E)                            | Protoporphyrinogen-Oxidase-Hemmer (PPO-Hemmer)                                               | Diphenylether-Herbizide                                        | mittel | Fluorglycofen-ethyl               | Estrad |
| 14 (ehemals HRAC E)                            | Protoporphyrinogen-Oxidase-Hemmer (PPO-Hemmer)                                               | Diphenylether-Herbizide                                        | mittel | Fluornitrofen                     | |
| 14 (ehemals HRAC E)                            | Protoporphyrinogen-Oxidase-Hemmer (PPO-Hemmer)                                               | Diphenylether-Herbizide                                        | mittel | Fomesafen                         | Flex, Reflex |
| 14 (ehemals HRAC E)                            | Protoporphyrinogen-Oxidase-Hemmer (PPO-Hemmer)                                               | Diphenylether-Herbizide                                        | mittel | Lactofen                          | Cobra |
| 14 (ehemals HRAC E)                            | Protoporphyrinogen-Oxidase-Hemmer (PPO-Hemmer)                                               | Diphenylether-Herbizide                                        | mittel | Nitrofen                          | |
| 14 (ehemals HRAC E)                            | Protoporphyrinogen-Oxidase-Hemmer (PPO-Hemmer)                                               | Diphenylether-Herbizide                                        | mittel | Oxyfluorfen                       | Goal |
| 14 (ehemals HRAC E)                            | Protoporphyrinogen-Oxidase-Hemmer (PPO-Hemmer)                                               | Phenylpyrazole                                                 | mittel | Pyraflufen-ethyl                  | Quickdown |
| 14 (ehemals HRAC E)                            | Protoporphyrinogen-Oxidase-Hemmer (PPO-Hemmer)                                               | N-Phenylphthalimide                                            | mittel | Butafenacil                       | |
| 14 (ehemals HRAC E)                            | Protoporphyrinogen-Oxidase-Hemmer (PPO-Hemmer)                                               | N-Phenylphthalimide                                            | mittel | Chlorphthalim                     | |
| 14 (ehemals HRAC E)                            | Protoporphyrinogen-Oxidase-Hemmer (PPO-Hemmer)                                               | N-Phenylphthalimide                                            | mittel | Cinidon-ethyl                     | Lotus |
| 14 (ehemals HRAC E)                            | Protoporphyrinogen-Oxidase-Hemmer (PPO-Hemmer)                                               | N-Phenylphthalimide                                            | mittel | Epyrifenacil                      | |
| 14 (ehemals HRAC E)                            | Protoporphyrinogen-Oxidase-Hemmer (PPO-Hemmer)                                               | N-Phenylphthalimide                                            | mittel | Flumiclorac-pentyl                | Resource |
| 14 (ehemals HRAC E)                            | Protoporphyrinogen-Oxidase-Hemmer (PPO-Hemmer)                                               | N-Phenylphthalimide                                            | mittel | Flumioxazin                       | Sumimax |
| 14 (ehemals HRAC E)                            | Protoporphyrinogen-Oxidase-Hemmer (PPO-Hemmer)                                               | N-Phenylphthalimide                                            | mittel | Flumipropyn                       | |
| 14 (ehemals HRAC E)                            | Protoporphyrinogen-Oxidase-Hemmer (PPO-Hemmer)                                               | N-Phenylphthalimide                                            | mittel | Pentoxazon                        | |
| 14 (ehemals HRAC E)                            | Protoporphyrinogen-Oxidase-Hemmer (PPO-Hemmer)                                               | N-Phenylphthalimide                                            | mittel | Saflufenacil                      | |
| 14 (ehemals HRAC E)                            | Protoporphyrinogen-Oxidase-Hemmer (PPO-Hemmer)                                               | N-Phenylphthalimide                                            | mittel | Tiafenacil                        | |
| 14 (ehemals HRAC E)                            | Protoporphyrinogen-Oxidase-Hemmer (PPO-Hemmer)                                               | N-Phenylphthalimide                                            | mittel | Trifludimoxazin                   | |
| 14 (ehemals HRAC E)                            | Protoporphyrinogen-Oxidase-Hemmer (PPO-Hemmer)                                               | Thiadiazole                                                    | mittel | Fluthiacet-methyl                 | Cadet |
| 14 (ehemals HRAC E)                            | Protoporphyrinogen-Oxidase-Hemmer (PPO-Hemmer)                                               | Oxadiazole                                                     | mittel | Oxadiargyl                        | Carioca |
| 14 (ehemals HRAC E)                            | Protoporphyrinogen-Oxidase-Hemmer (PPO-Hemmer)                                               | Oxadiazole                                                     | mittel | Oxadiazon                         | Ronstar |
| 14 (ehemals HRAC E)                            | Protoporphyrinogen-Oxidase-Hemmer (PPO-Hemmer)                                               | Triazolinone                                                   | mittel | Azafenidin                        | |
| 14 (ehemals HRAC E)                            | Protoporphyrinogen-Oxidase-Hemmer (PPO-Hemmer)                                               | Triazolinone                                                   | mittel | Carfentrazon-ethyl                | Artus (mit Metsulfuronmethyl), Oratio                                                                                   |
| 14 (ehemals HRAC E)                            | Protoporphyrinogen-Oxidase-Hemmer (PPO-Hemmer)                                               | Triazolinone                                                   | mittel | Sulfentrazon                      | |
| 14 (ehemals HRAC E)                            | Protoporphyrinogen-Oxidase-Hemmer (PPO-Hemmer)                                               | Pyrimidindione                                                 | mittel | Benzfendizon                      | |
| 14 (ehemals HRAC E)                            | Protoporphyrinogen-Oxidase-Hemmer (PPO-Hemmer)                                               | Pyrimidindione                                                 | mittel | Butafenacil                       | Als Bestandteil in Logran/Touchdown B-Power                                                                             |
| 14 (ehemals HRAC E)                            | Protoporphyrinogen-Oxidase-Hemmer (PPO-Hemmer)                                               | Andere                                                         | mittel | Pyraclonil                        | |
| 12 (ehemals HRAC F1) Chlorotika (Bleichmittel) | Hemmung der Carotinoidsynthese: Phytoendesaturase-Hemmer (PDS-Hemmer)                        | Diphenylheterocyclen                                           | mittel | Fluridon                          | |
| 12 (ehemals HRAC F1) Chlorotika (Bleichmittel) | Hemmung der Carotinoidsynthese: Phytoendesaturase-Hemmer (PDS-Hemmer)                        | Diphenylheterocyclen                                           | mittel | Flurtamon                         | Bacara (mit Diflufenican)                                                                                               |
| 12 (ehemals HRAC F1) Chlorotika (Bleichmittel) | Hemmung der Carotinoidsynthese: Phytoendesaturase-Hemmer (PDS-Hemmer)                        | N-Phenylheterocyclen                                           | mittel | Flurochloridon                    | Racer CS |
| 12 (ehemals HRAC F1) Chlorotika (Bleichmittel) | Hemmung der Carotinoidsynthese: Phytoendesaturase-Hemmer (PDS-Hemmer)                        | N-Phenylheterocyclen                                           | mittel | Norflurazon                       | Evital, Zorial |
| 12 (ehemals HRAC F1) Chlorotika (Bleichmittel) | Hemmung der Carotinoidsynthese: Phytoendesaturase-Hemmer (PDS-Hemmer)                        | Phenylether                                                    | mittel | Beflubutamid                      | BeFlex, Herbaflex, Trioflex                                                                                             |
| 12 (ehemals HRAC F1) Chlorotika (Bleichmittel) | Hemmung der Carotinoidsynthese: Phytoendesaturase-Hemmer (PDS-Hemmer)                        | Phenylether                                                    | mittel | Diflufenican                      | Fenikan (mit Isoproturon)                                                                                               |
| 12 (ehemals HRAC F1) Chlorotika (Bleichmittel) | Hemmung der Carotinoidsynthese: Phytoendesaturase-Hemmer (PDS-Hemmer)                        | Phenylether                                                    | mittel | Picolinafen                       | Pico |
| 27 (ehemals HRAC F2) Chlorotika (Bleichmittel) | Hemmung der Carotinoidsynthese: 4-Hydroxyphenylpyruvat-Dioxygenase-Hemmer (HPPD-Hemmer)      | Isoxazole                                                      | mittel | Isoxaflutol                       | Balance, Merlin |
| 27 (ehemals HRAC F2) Chlorotika (Bleichmittel) | Hemmung der Carotinoidsynthese: 4-Hydroxyphenylpyruvat-Dioxygenase-Hemmer (HPPD-Hemmer)      | Pyrazole                                                       | mittel | Pyrasulfotol                      | |
| 27 (ehemals HRAC F2) Chlorotika (Bleichmittel) | Hemmung der Carotinoidsynthese: 4-Hydroxyphenylpyruvat-Dioxygenase-Hemmer (HPPD-Hemmer)      | Pyrazole                                                       | mittel | Tolpyralat                        | |
| 27 (ehemals HRAC F2) Chlorotika (Bleichmittel) | Hemmung der Carotinoidsynthese: 4-Hydroxyphenylpyruvat-Dioxygenase-Hemmer (HPPD-Hemmer)      | Pyrazole                                                       | mittel | Topramezon                        | Clio |
| 27 (ehemals HRAC F2) Chlorotika (Bleichmittel) | Hemmung der Carotinoidsynthese: 4-Hydroxyphenylpyruvat-Dioxygenase-Hemmer (HPPD-Hemmer)      | Pyrazole                                                       | mittel | Benzofenap                        | |
| 27 (ehemals HRAC F2) Chlorotika (Bleichmittel) | Hemmung der Carotinoidsynthese: 4-Hydroxyphenylpyruvat-Dioxygenase-Hemmer (HPPD-Hemmer)      | Pyrazole                                                       | mittel | Pyrazolynat                       | |
| 27 (ehemals HRAC F2) Chlorotika (Bleichmittel) | Hemmung der Carotinoidsynthese: 4-Hydroxyphenylpyruvat-Dioxygenase-Hemmer (HPPD-Hemmer)      | Pyrazole                                                       | mittel | Pyrazoxyfen                       | |
| 27 (ehemals HRAC F2) Chlorotika (Bleichmittel) | Hemmung der Carotinoidsynthese: 4-Hydroxyphenylpyruvat-Dioxygenase-Hemmer (HPPD-Hemmer)      | Triketone                                                      | mittel | Bicyclopyron                      | |
| 27 (ehemals HRAC F2) Chlorotika (Bleichmittel) | Hemmung der Carotinoidsynthese: 4-Hydroxyphenylpyruvat-Dioxygenase-Hemmer (HPPD-Hemmer)      | Triketone                                                      | mittel | Fenquinotrion                     | |
| 27 (ehemals HRAC F2) Chlorotika (Bleichmittel) | Hemmung der Carotinoidsynthese: 4-Hydroxyphenylpyruvat-Dioxygenase-Hemmer (HPPD-Hemmer)      | Triketone                                                      | mittel | Mesotrion                         | Callisto |
| 27 (ehemals HRAC F2) Chlorotika (Bleichmittel) | Hemmung der Carotinoidsynthese: 4-Hydroxyphenylpyruvat-Dioxygenase-Hemmer (HPPD-Hemmer)      | Triketone                                                      | mittel | Sulcotrion                        | Mikado |
| 27 (ehemals HRAC F2) Chlorotika (Bleichmittel) | Hemmung der Carotinoidsynthese: 4-Hydroxyphenylpyruvat-Dioxygenase-Hemmer (HPPD-Hemmer)      | Triketone                                                      | mittel | Tefuryltrion                      | |
| 27 (ehemals HRAC F2) Chlorotika (Bleichmittel) | Hemmung der Carotinoidsynthese: 4-Hydroxyphenylpyruvat-Dioxygenase-Hemmer (HPPD-Hemmer)      | Triketone                                                      | mittel | Tembotrion                        | Laudis |
| 27 (ehemals HRAC F2) Chlorotika (Bleichmittel) | Hemmung der Carotinoidsynthese: 4-Hydroxyphenylpyruvat-Dioxygenase-Hemmer (HPPD-Hemmer)      | Triketone                                                      | mittel | Benzobicyclon (Bicyclopyron)      | in Acuron |
| 34 (ehemals HRAC F3) Chlorotika                | Hemmung der Carotinoidsynthese: unbekannter Angriffspunkt                                    | Triazole                                                       | mittel | Amitrol                           | Ustinex (mit DCMU), Weedazol                                                                                            |
| 34 (ehemals HRAC F3) Chlorotika                | Hemmung der Carotinoidsynthese: unbekannter Angriffspunkt                                    | Diphenylether-Herbizide                                        | mittel | Aclonifen                         | Bandur |
| 34 (ehemals HRAC F3) Chlorotika                | Hemmung der Carotinoidsynthese: unbekannter Angriffspunkt                                    | Diphenylether-Herbizide                                        | mittel | Nitrofen                          | Trizilin, TOK |
| 13 (ehemals HRAC F4) Chlorotika                | Hemmung der Carotinoidsynthese: 1-Desoxy-D-xylulose-5-phosphat-Synthase-Hemmer (DOXP-Hemmer) | Isoxazolidinone                                                | mittel | Clomazon                          | Centium, Cirrus, Command, CS36, Echelon, Gamit                                                                          |
| 9 (ehemals HRAC G)                             | 5-Enolpyrovylshikimat-3-Phosphatsynthase-Hemmer (EPSP-Hemmer)                                | Aminosäurederivate: Glycinderivat                              | gering bis mittel                                                                                                 | Glyphosat                         | Roundup |
| 10 (ehemals HRAC H)                            | Glutamat-Ammonium-Ligase-Hemmer                                                              | Aminosäurederivat: Phosphinsäurederivate                       | gering bis mittel                                                                                                 | Glufosinat                        | Basta (Europa), Liberty (USA)                                                                                           |
| 10 (ehemals HRAC H)                            | Glutamat-Ammonium-Ligase-Hemmer                                                              | Aminosäurederivat: Phosphinsäurederivate                       | gering bis mittel                                                                                                 | Bialaphos                         | |
| 18 (ehemals HRAC I)                            | Dihydropteroatsynthase-Hemmer (DHP-Hemmer)                                                   | Carbamate                                                      | | Asulam                            | Asulox |
| 3 (ehemals HRAC K1)                            | Mikrotubuli-Hemmer                                                                           | Dinitroaniline                                                 | gering | Benfluralin (Benefin)             | Balfin, Banafin, Bonalan, Balan, Quilan                                                                                 |
| 3 (ehemals HRAC K1)                            | Mikrotubuli-Hemmer                                                                           | Dinitroaniline                                                 | gering | Butralin                          | Amex, Tamex |
| 3 (ehemals HRAC K1)                            | Mikrotubuli-Hemmer                                                                           | Dinitroaniline                                                 | gering | Dinitramin                        | Cobex |
| 3 (ehemals HRAC K1)                            | Mikrotubuli-Hemmer                                                                           | Dinitroaniline                                                 | gering | Ethalfluralin                     | Sonalan |
| 3 (ehemals HRAC K1)                            | Mikrotubuli-Hemmer                                                                           | Dinitroaniline                                                 | gering | Fluchloralin                      | Basalin |
| 3 (ehemals HRAC K1)                            | Mikrotubuli-Hemmer                                                                           | Dinitroaniline                                                 | gering | Oryzalin                          | Surflan, XL (mit Benfluralin)                                                                                           |
| 3 (ehemals HRAC K1)                            | Mikrotubuli-Hemmer                                                                           | Dinitroaniline                                                 | gering | Pendimethalin                     | Activus, Stomp, Malibu (mit Flufenacet), Orbit (mit Cinidon-ethyl), Picona (mit Picolinafen), Pentagon, Prowl, Herbadox |
| 3 (ehemals HRAC K1)                            | Mikrotubuli-Hemmer                                                                           | Dinitroaniline                                                 | gering | Profluralin                       | Tolban |
| 3 (ehemals HRAC K1)                            | Mikrotubuli-Hemmer                                                                           | Dinitroaniline                                                 | gering | Trifluralin                       | Treflan, Ipifluor, Elancolan, Digermin, Triflurex, Ipersan, Sinfluoran                                                  |
| 3 (ehemals HRAC K1)                            | Mikrotubuli-Hemmer                                                                           | Pyridine                                                       | gering | Dithiopyr                         | Dimension |
| 3 (ehemals HRAC K1)                            | Mikrotubuli-Hemmer                                                                           | Pyridine                                                       | gering | Thiazopyr                         | |
| 3 (ehemals HRAC K1)                            | Mikrotubuli-Hemmer                                                                           | Benzamide                                                      | gering | Propyzamid = Pronamid             | Groove, Herbenta, Kerb                                                                                                  |
| 3 (ehemals HRAC K1)                            | Mikrotubuli-Hemmer                                                                           | Benzamide                                                      | gering | Tebutam                           | in Commodor und Traton                                                                                                  |
| 3 (ehemals HRAC K1)                            | Mikrotubuli-Hemmer                                                                           | Benzoesäuren                                                   | gering | DCPA                              | Dacthal |
| 3 (ehemals HRAC K1)                            | Mikrotubuli-Hemmer                                                                           | Phosphoramidate                                                | gering | Amiprophos-methyl                 | |
| 3 (ehemals HRAC K1)                            | Mikrotubuli-Hemmer                                                                           | Phosphoramidate                                                | gering | Butamifos                         | Cremart |
| unklassifiziert                                | Zellzyklus-Hemmer                                                                            |                                                                | | Flamprop-M-methyl                 | Suffix BW, Mataven |
| unklassifiziert                                | Protein-Phosphatase 2A-Hemmer (Hemmer des Zellzyklus-Signalwegs)                             | Dicarbonsäuren                                                 | | Endothal                          | Accelerate, Des-i-Cate                                                                                                  |
| 23 (ehemals HRAC K2)                           | Mikrotubuliorganisations-Hemmer                                                              | Carbamate                                                      | gering | Barban                            | Carbyne, Caryne, Neobyne                                                                                                |
| 23 (ehemals HRAC K2)                           | Mikrotubuliorganisations-Hemmer                                                              | Carbamate                                                      | gering | Carbetamid                        | Pradone Kombi |
| 23 (ehemals HRAC K2)                           | Mikrotubuliorganisations-Hemmer                                                              | Carbamate                                                      | gering | Chlorpropham                      | CIPC, Gro-Stop, Keimstop, Neonet, Sprout Nip                                                                            |
| 23 (ehemals HRAC K2)                           | Mikrotubuliorganisations-Hemmer                                                              | Carbamate                                                      | gering | Propham                           | Birgin |
| 15 (ehemals HRAC K3)                           | Hemmung der Synthese langkettiger Fettsäuren (VLCFA-Hemmer)                                  | Chloracetamide / Chloracetanilide                              | gering | Acetochlor                        | Harness, Surpass, Topnotch                                                                                              |
| 15 (ehemals HRAC K3)                           | Hemmung der Synthese langkettiger Fettsäuren (VLCFA-Hemmer)                                  | Chloracetamide / Chloracetanilide                              | gering | Alachlor                          | Lasso, Lazo, Pillarzo                                                                                                   |
| 15 (ehemals HRAC K3)                           | Hemmung der Synthese langkettiger Fettsäuren (VLCFA-Hemmer)                                  | Chloracetamide / Chloracetanilide                              | gering | Butachlor                         | Machete, Butanex, Lambast                                                                                               |
| 15 (ehemals HRAC K3)                           | Hemmung der Synthese langkettiger Fettsäuren (VLCFA-Hemmer)                                  | Chloracetamide / Chloracetanilide                              | gering | Dimethachlor                      | Brasan |
| 15 (ehemals HRAC K3)                           | Hemmung der Synthese langkettiger Fettsäuren (VLCFA-Hemmer)                                  | Chloracetamide / Chloracetanilide                              | gering | Dimethenamid-P                    | Frontier, Spectrum |
| 15 (ehemals HRAC K3)                           | Hemmung der Synthese langkettiger Fettsäuren (VLCFA-Hemmer)                                  | Chloracetamide / Chloracetanilide                              | gering | Metazachlor                       | Butisan, Fuego |
| 15 (ehemals HRAC K3)                           | Hemmung der Synthese langkettiger Fettsäuren (VLCFA-Hemmer)                                  | Chloracetamide / Chloracetanilide                              | gering | S-Metolachlor                     | Dual, Pennant, in Gardo Gold                                                                                            |
| 15 (ehemals HRAC K3)                           | Hemmung der Synthese langkettiger Fettsäuren (VLCFA-Hemmer)                                  | Chloracetamide / Chloracetanilide                              | gering | Pethoxamid                        | Successor 600 |
| 15 (ehemals HRAC K3)                           | Hemmung der Synthese langkettiger Fettsäuren (VLCFA-Hemmer)                                  | Chloracetamide / Chloracetanilide                              | gering | Pretilachlor                      | Rifit |
| 15 (ehemals HRAC K3)                           | Hemmung der Synthese langkettiger Fettsäuren (VLCFA-Hemmer)                                  | Chloracetamide / Chloracetanilide                              | gering | Propachlor                        | Ramrod, etc. |
| 15 (ehemals HRAC K3)                           | Hemmung der Synthese langkettiger Fettsäuren (VLCFA-Hemmer)                                  | Chloracetamide / Chloracetanilide                              | gering | Propisochlor                      | Proponit |
| 15 (ehemals HRAC K3)                           | Hemmung der Synthese langkettiger Fettsäuren (VLCFA-Hemmer)                                  | Chloracetamide / Chloracetanilide                              | gering | Thenylchlor                       | Alherb |
| 15 (ehemals HRAC K3)                           | Hemmung der Synthese langkettiger Fettsäuren (VLCFA-Hemmer)                                  | Acetamide                                                      | gering | Diphenamid                        | Dymid |
| 15 (ehemals HRAC K3)                           | Hemmung der Synthese langkettiger Fettsäuren (VLCFA-Hemmer)                                  | Acetamide                                                      | gering | Napropamid                        | Devrinol |
| 15 (ehemals HRAC K3)                           | Hemmung der Synthese langkettiger Fettsäuren (VLCFA-Hemmer)                                  | Acetamide                                                      | gering | Naproanilid                       | |
| 15 (ehemals HRAC K3)                           | Hemmung der Synthese langkettiger Fettsäuren (VLCFA-Hemmer)                                  | Oxyacetamide                                                   | gering | Flufenacet                        | Cadou, Herold (mit Diflufenican), Artist (mit Metribuzin), Teramo (mit Metosulam)                                       |
| 15 (ehemals HRAC K3)                           | Hemmung der Synthese langkettiger Fettsäuren (VLCFA-Hemmer)                                  | Oxyacetamide                                                   | gering | Mefenacat                         | |
| 15 (ehemals HRAC K3)                           | Hemmung der Synthese langkettiger Fettsäuren (VLCFA-Hemmer)                                  | Tetrazolinone                                                  | gering | Fentrazamid                       | Innova |
| 15 (ehemals HRAC K3)                           | Hemmung der Synthese langkettiger Fettsäuren (VLCFA-Hemmer)                                  | Tetrazolinone                                                  | gering | Ipfencarbazon                     | |
| 15 (ehemals HRAC K3)                           | Hemmung der Synthese langkettiger Fettsäuren (VLCFA-Hemmer)                                  | Phosphordithioate                                              | gering | Anilofos                          | Arozin, Rico |
| 15 (ehemals HRAC K3)                           | Hemmung der Synthese langkettiger Fettsäuren (VLCFA-Hemmer)                                  | Phosphordithioate                                              | gering | Piperophos                        | Rilof |
| 15 (ehemals HRAC K3)                           | Hemmung der Synthese langkettiger Fettsäuren (VLCFA-Hemmer)                                  |                                                                | gering | Pyroxasulfon                      | Zidua |
| 15 (ehemals HRAC K3)                           | Hemmung der Synthese langkettiger Fettsäuren (VLCFA-Hemmer)                                  | Thiocarbamate                                                  | gering | Butylat                           | Sutan |
| 15 (ehemals HRAC K3)                           | Hemmung der Synthese langkettiger Fettsäuren (VLCFA-Hemmer)                                  | Thiocarbamate                                                  | gering | Cycloat                           | Ro-neet |
| 15 (ehemals HRAC K3)                           | Hemmung der Synthese langkettiger Fettsäuren (VLCFA-Hemmer)                                  | Thiocarbamate                                                  | gering | Dimepiperat                       | Yukamate |
| 15 (ehemals HRAC K3)                           | Hemmung der Synthese langkettiger Fettsäuren (VLCFA-Hemmer)                                  | Thiocarbamate                                                  | gering | EPTC                              | Eptam, Eradicane |
| 15 (ehemals HRAC K3)                           | Hemmung der Synthese langkettiger Fettsäuren (VLCFA-Hemmer)                                  | Thiocarbamate                                                  | gering | Esprocarb                         | Fuji-Grass |
| 15 (ehemals HRAC K3)                           | Hemmung der Synthese langkettiger Fettsäuren (VLCFA-Hemmer)                                  | Thiocarbamate                                                  | gering | Molinat                           | Ordram |
| 15 (ehemals HRAC K3)                           | Hemmung der Synthese langkettiger Fettsäuren (VLCFA-Hemmer)                                  | Thiocarbamate                                                  | gering | Orbencarb                         | Lanray |
| 15 (ehemals HRAC K3)                           | Hemmung der Synthese langkettiger Fettsäuren (VLCFA-Hemmer)                                  | Thiocarbamate                                                  | gering | Pebulat                           | Tillam |
| 15 (ehemals HRAC K3)                           | Hemmung der Synthese langkettiger Fettsäuren (VLCFA-Hemmer)                                  | Thiocarbamate                                                  | gering | Prosulfocarb                      | Boxer |
| 15 (ehemals HRAC K3)                           | Hemmung der Synthese langkettiger Fettsäuren (VLCFA-Hemmer)                                  | Thiocarbamate                                                  | gering | Thiobencarb = Benthiocarb         | Saturn |
| 15 (ehemals HRAC K3)                           | Hemmung der Synthese langkettiger Fettsäuren (VLCFA-Hemmer)                                  | Thiocarbamate                                                  | gering | Triallat                          | Avadex, Far-Go |
| 15 (ehemals HRAC K3)                           | Hemmung der Synthese langkettiger Fettsäuren (VLCFA-Hemmer)                                  | Thiocarbamate                                                  | gering | Vernolat                          | Vernam |
| 15 (ehemals HRAC K3)                           | Hemmung der Synthese langkettiger Fettsäuren (VLCFA-Hemmer)                                  | Benzofurane                                                    | gering | Benfuresat                        | Cyperal |
| 15 (ehemals HRAC K3)                           | Hemmung der Synthese langkettiger Fettsäuren (VLCFA-Hemmer)                                  | Benzofurane                                                    | gering | Ethofumesat                       | Tramat, Powertwin (mit Phenmedipham)                                                                                    |
| 15 (ehemals HRAC K3)                           | Hemmung der Synthese langkettiger Fettsäuren (VLCFA-Hemmer)                                  | Phosphordithioate                                              | gering | Bensulid                          | Betasan, Prefor |
| 15 (ehemals HRAC K3)                           | Hemmung der Synthese langkettiger Fettsäuren (VLCFA-Hemmer)                                  | Chlorcarbonsäuren                                              | gering | Trichloressigsäure                | |
| 15 (ehemals HRAC K3)                           | Hemmung der Synthese langkettiger Fettsäuren (VLCFA-Hemmer)                                  | Chlorcarbonsäuren                                              | gering | 2,2-Dichlorpropionsäure (2,2-DPA) | Dalapon |
| 29 (ehemals HRAC L)                            | Zellwand-Hemmer (Cellulosesynthese-Hemmer / CBI)                                             | Benzamide                                                      | | Isoxaben                          | Flexidor |
| 29 (ehemals HRAC L)                            | Zellwand-Hemmer (Cellulosesynthese-Hemmer / CBI)                                             | Nitrile                                                        | Chlorthiamid | Präfix                            | |
| 29 (ehemals HRAC L)                            | Zellwand-Hemmer (Cellulosesynthese-Hemmer / CBI)                                             | Nitrile                                                        | Dichlobenil | Casoron                           | |
| 29 (ehemals HRAC L)                            | Zellwand-Hemmer (Cellulosesynthese-Hemmer / CBI)                                             | Triazolocarbonsäureamide                                       | Flupoxam |                                   | |
| 29 (ehemals HRAC L)                            | Zellwand-Hemmer (Cellulosesynthese-Hemmer / CBI)                                             | Alkylazine                                                     | Indaziflam | Alion                             | |
| 29 (ehemals HRAC L)                            | Zellwand-Hemmer (Cellulosesynthese-Hemmer / CBI)                                             | Alkylazine                                                     | Triaziflam |                                   | |
| 24 (ehemals HRAC M)                            | Entkoppelung / Membranzerstörung                                                             | Dinitrophenole                                                 | | DNOC                              | Antinonnin, Gelböl |
| 24 (ehemals HRAC M)                            | Entkoppelung / Membranzerstörung                                                             | Dinitrophenole                                                 | Dinoseb | Aretit                            | |
| 24 (ehemals HRAC M)                            | Entkoppelung / Membranzerstörung                                                             | Dinitrophenole                                                 | Dinoterb | Herbogil                          | |
| 4 (ehemals HRAC O)                             | Wuchsstoffe                                                                                  | Phenoxycarbonsäuren (Phenoxyalkancarbonsäuren)                 | gering | 2,4-D                             | Dicopur, U 46 D |
| 4 (ehemals HRAC O)                             | Wuchsstoffe                                                                                  | Phenoxycarbonsäuren (Phenoxyalkancarbonsäuren)                 | gering | 2,4-DB                            | Embutox |
| 4 (ehemals HRAC O)                             | Wuchsstoffe                                                                                  | Phenoxycarbonsäuren (Phenoxyalkancarbonsäuren)                 | gering | Dichlorprop                       | Duplosan DP |
| 4 (ehemals HRAC O)                             | Wuchsstoffe                                                                                  | Phenoxycarbonsäuren (Phenoxyalkancarbonsäuren)                 | gering | 2,4,5-T                           | Xylopur |
| 4 (ehemals HRAC O)                             | Wuchsstoffe                                                                                  | Phenoxycarbonsäuren (Phenoxyalkancarbonsäuren)                 | gering | MCPA                              | U 46 M, Cornox M |
| 4 (ehemals HRAC O)                             | Wuchsstoffe                                                                                  | Phenoxycarbonsäuren (Phenoxyalkancarbonsäuren)                 | gering | MCPB                              | Divopan |
| 4 (ehemals HRAC O)                             | Wuchsstoffe                                                                                  | Phenoxycarbonsäuren (Phenoxyalkancarbonsäuren)                 | gering | Mecoprop (MCPP)                   | Duplosan KV, Isocornox                                                                                                  |
| 4 (ehemals HRAC O)                             | Wuchsstoffe                                                                                  | Benzoesäuren                                                   | gering | Chloramben                        | Amiben |
| 4 (ehemals HRAC O)                             | Wuchsstoffe                                                                                  | Benzoesäuren                                                   | gering | Dicamba                           | Banvel |
| 4 (ehemals HRAC O)                             | Wuchsstoffe                                                                                  | Pyridincarbonsäuren / Picolinsäurederivate                     | gering | Aminopyralid                      | Milestone |
| 4 (ehemals HRAC O)                             | Wuchsstoffe                                                                                  | Pyridincarbonsäuren / Picolinsäurederivate                     | gering | Clopyralid                        | Effigo, Lontrel, Vivendi, Runway (mit Aminopyalid und Picloram)                                                         |
| 4 (ehemals HRAC O)                             | Wuchsstoffe                                                                                  | Pyridincarbonsäuren / Picolinsäurederivate                     | gering | Florpyrauxifen                    | |
| 4 (ehemals HRAC O)                             | Wuchsstoffe                                                                                  | Pyridincarbonsäuren / Picolinsäurederivate                     | gering | Fluroxypyr                        | Flurane, Fluroxane, Fluxyr, Follow, Galarane, Lodin, Pyrat, Starane                                                     |
| 4 (ehemals HRAC O)                             | Wuchsstoffe                                                                                  | Pyridincarbonsäuren / Picolinsäurederivate                     | gering | Halauxifen-methyl                 | Zypar (mit Florasulam), Pixxaro EC (mit Fluroxypyr), Belkar (mit Picloram), Korvetto (mit Clopyralid)                   |
| 4 (ehemals HRAC O)                             | Wuchsstoffe                                                                                  | Pyridincarbonsäuren / Picolinsäurederivate                     | gering | Picloram                          | in Effigo, Tordon |
| 4 (ehemals HRAC O)                             | Wuchsstoffe                                                                                  | Pyridincarbonsäuren / Picolinsäurederivate                     | gering | Triclopyr                         | in Ranger (mit Fluroxypr), Garlon, Topper                                                                               |
| 4 (ehemals HRAC O)                             | Wuchsstoffe                                                                                  | Chinolincarbonsäuren                                           | gering | Quinclorac                        | Facet |
| 4 (ehemals HRAC O)                             | Wuchsstoffe                                                                                  | Chinolincarbonsäuren                                           | gering | Quinmerac                         | in Butisan Top, Clearfield-Vantiga u. A.                                                                                |
| 4 (ehemals HRAC O)                             | Wuchsstoffe                                                                                  | Andere                                                         | gering | Benazolin                         | Cornox, Galtak |
| 19 (ehemals HRAC P)                            | Auxintransport-Hemmer                                                                        | Phthalamate                                                    | | Naptalam                          | Alanap |
| 19 (ehemals HRAC P)                            | Auxintransport-Hemmer                                                                        | Semicarbazone                                                  | Diflufenzopyr |                                   | |
| *Keine Bezeichnung* (ehemals HRAC Z)           | Wirkungsweise unbekannt                                                                      | Arsenate                                                       | | Natriummethylarsenat              | Several |
| *Keine Bezeichnung* (ehemals HRAC Z)           | Wirkungsweise unbekannt                                                                      | Pyrazoliumderivate                                             | Difenzoquat | Avenge                            | |
| *Keine Bezeichnung* (ehemals HRAC Z)           | Wirkungsweise unbekannt                                                                      | Dithiocarbamate                                                | Dazomet | Basamid, Mylone                   | |
| *Keine Bezeichnung* (ehemals HRAC Z)           | Wirkungsweise unbekannt                                                                      | Dithiocarbamate                                                | Metam-Natrium | Metham, Vapam                     | |
| *Keine Bezeichnung* (ehemals HRAC Z)           | Wirkungsweise unbekannt                                                                      | Pelargonsäure                                                  | |                                   | |
| Bisher nicht eingeordnet                       | Tyrosin-Aminotransferase-Hemmer                                                              | Epoxide                                                        | | Cinmethylin                       | Argold, Cinch |
| Bisher nicht eingeordnet                       | Tyrosin-Aminotransferase-Hemmer                                                              |                                                                | | Methiozolin                       | PoaCure |

## Anwendung der Klassifikation in Deutschland
Diese Tabelle verschafft einen Überblick darüber, welche Herbizide in welchen Kulturen eingesetzt werden können.
| Kultur                               | A                                               | B                                                       | C                                                                             | E                                                       | F                                    | G         | H          | K                                                                           | N                         | O                                    |
| ------------------------------------ | ----------------------------------------------- | ------------------------------------------------------- | ----------------------------------------------------------------------------- | ------------------------------------------------------- | ------------------------------------ | --------- | ---------- | --------------------------------------------------------------------------- | ------------------------- | ------------------------------------ |
| Getreide                             | Fenoxaprop, Clodinafop, Pinoxaden               | alle zugelassenen Sulfonylharnstoffe                    | Isoproturon, Chlortoluron, Ioxynil+Dichlorprop, Beflubutamid+Ioxynil+Mecoprop | Flumioxazin, Cinidon-ethyl, Bifenox, Carfentrazon-ethyl | Diflufenican, Flurtamon, Picolinafen |           |            | Flufenacet, Pendimethalin                                                   | Prosulfocarb              | 2,4-D; Dichlorprop, MCPA, Fluroxypyr |
| Raps, Rüben, Kartoffeln, Leguminosen | Fluazifop, Propaquizafop, Quizalofop, Clethodim |                                                         | Metamitron, Metribuzin                                                        | Bifenox                                                 | Clomazone                            |           | Glufosinat | Flufenacet, Dimethachlor, Dimethenamid, Metazachlor, Napropamid, Carbetamid | Prosulfocarb, Ethofumesat | Clopyralid, Quinmerac                |
| Mais                                 | Tepraloxydim                                    | Nicosulfuron, Tritosulfuron, Rimsulfuron, Foramsulfuron | Terbuthylazin                                                                 |                                                         | alle Triketone                       |           |            | Flufenacet, Metolachlor, Pethoxamid                                         |                           |                                      |
| Sonderkulturen                       | Tepraloxydim                                    |                                                         |                                                                               |                                                         |                                      | Glyphosat |            |                                                                             |                           |                                      |

## Verwandte Organisationen
Eine Datenbank über dokumentierte Herbizidresistenzen führt WeedScience, eine internationale Kooperation tätig in über 80 Ländern.